# 屈可伸
屈可伸（？—1639年），字谦仲，號鹏洲，河南开封府延津县人。明朝政治人物。

## 生平
萬曆四十年（1612年）壬子科河南鄉試亞元，天啓二年（1622年）壬戌科進士。六月考选庶吉士，四年正月授翰林院检讨，五年养病。崇祯三年补原职，四年（1631年）辛未分校南宫，晋侍讲，充经筵讲官，纂修神庙实录。五年升右春坊右中允，奉命册封周藩。寇难作，倡先设备，作神器局记数千言，皆古名将所未备者。七年升右谕德，诰敕撰文，八年进左春坊掌府事左庶子，九年出任国子监祭酒，十年充经筵讲官，升詹事府詹事兼翰林院侍读学士，十二年己卯以病卒。